# Iowane Teba
Iowane Teba (23 de fevereiro de 1993) é um jogador de rugby fijiano, que joga na posição de back.

## Carreira
Natural de Nukubalavu, de Savusavu, ele fez sua estreia internacional pela seleção nacional de rúgbi sevens de Fiji em 2021 no Dubai 7s. Ele jogou por Fiji no Hong Kong sevens em abril de 2023.
Após se recuperar de lesões, ele foi selecionado para jogar por Fiji no evento da série mundial SVNS em Cingapura em abril de 2024. Ele foi posteriormente selecionado para as Olimpíadas de Paris de 2024.